# Batalha de Changsha (1941–1942)
A terceira Batalha de Changsha (24 de dezembro de 1941 – 15 de janeiro de 1942) foi a primeira grande ofensiva feita na China pelas forças do Império do Japão após suas ofensivas contra os Aliados Ocidentais ao final de 1941.
O ataque japonês pretendia ocupar as forças chinesas e impedi-los de reforçar as tropas da Commonwealth britânica que lutava em Hong Kong. Quando esta cidade caiu, em 25 de dezembro, contudo, os japoneses decidiram continuar com sua ofensiva contra Changsha para maximizar as perdas infligidas ao governo chinês.
A ofensiva em Changsha acabou sendo um fracasso para os japoneses, com os chineses os atraindo para uma batalha de atrito, os cercando e destruindo nas margens do rio Luoyang. Eventualmente, após sofrerem pesadas perdas, os japoneses bateram em retirada, marcando uma das primeiras grandes vitórias dos Aliados na Guerra do Pacífico.